# André Agid
André Agid est un homme de média, promoteur de l'agence Gaya et directeur de la chaine Global Africa-Télésud. 

## Biographie

### Carrière
André Agid est promoteur de l'agence Gaya,. Il est nommé directeur de Télésud, récemment racheté par Jean-Pierre Amougou Belinga,. Il est par la suite limogé de la chaine par le propriétaire. En février 2024, il relance les émissions de Télésud depuis la Guinée, chaine de télévision mise en liquidation et qu'il a racheté. À la suite de cette reprise et d'une refonte, Télésud devient Global Africa Télésud, basée à Paris. 